# Dysfont
Dysfont je bezpatkové písmo vytvořené grafickým designérem Martinem Pyšným ze Slovenska. Toto speciální písmo je především určené pro dyslektiky a/nebo pro lidi trpící zrakovým stresem, aby jim usnadnilo každodenní práci s textem.
První verzi tohoto písma autor nazval Dyscont a vyvíjel ji spolu se speciálními pedagogy v rámci svého výzkumu bakalářské práce. Vylepšenou verzí písma Dyscont je právě písmo Dysfont a to je veřejně dostupné od roku 2023 na jeho webových stránkách. Zde také uvádí v rámci svého příběhu, jaké on měl velké potíže s čímkoli, co se týkalo čtení nebo pravopisu. Právě ze svých zkušeností s vrozenou poruchou učení vycházel při testování, co se mu čte lépe nebo hůře.
„Když se na tento problém podíváme nejen jako na problém speciálního vzdělávání, uvědomíme si, že vytvořením správných nástrojů pro dyslektiky můžeme posunout kupředu celou společnost.“
Pro Dysfont platí, že i ty nejlepší nástroje jsou účinné pouze při správném použití. Dodržování těchto 7 pravidel může pomoci zlepšit čitelnost textu u značného počtu osob s dyslexií a zrakovým stresem.
1. Délka řádku: Nepoužívejte velikost textu menší než 11 bodů a výšku řádku menší než 1,2, abyste zajistili snadnou čitelnost textu.
2. Šířka odstavce: Používejte krátké řádky textu, ideálně ne delší než 50 znaků včetně mezer, abyste zlepšili čitelnost a snížili namáhání očí.
3. Zarovnání: Zarovnání textu vlevo usnadní čtenářům sledování textu.
4. Rytmus textu: Pro rozčlenění textu a zlepšení čitelnosti používejte krátké odstavce oddělené prázdnými řádky, ve složitém textu jednu větu jako odstavec.
5. Spojování slov: Vyhněte se spojování slov, protože to může rozptylovat pozornost a ovlivňovat čitelnost.
6. Rozvržení: Použijte dostatek bílého místa kolem textu, aby se lépe četl a zlepšila se jeho vizuální přitažlivost.
7. Pozadí: Pro zvýšení čitelnosti je vhodné nepoužívat čistě bílé pozadí. Čistě bílé pozadí může způsobit vizuální napětí a ztížit čtení textu. Při tisku zvažte použití recyklovaného, nažloutlého nebo našedlého papíru jako alternativy k čistě bílému.

Na závěr je třeba dodat, že Dysfont není jediné písmo pro dyslektiky. Existuje několik písem, která byla navržena pro čtenáře s dyslexií, včetně Dyslexie, Opendyslexic, Gill Dyslexic, Read Regular, Lexia Readable a Sylexiad.
Také písmo Comic Sans může zlepšit čitelnost textu pro dyslektiky, protože obsahuje méně podobných symbolů, než jiné fonty (např. "p" a "q").